# Atta laevigata

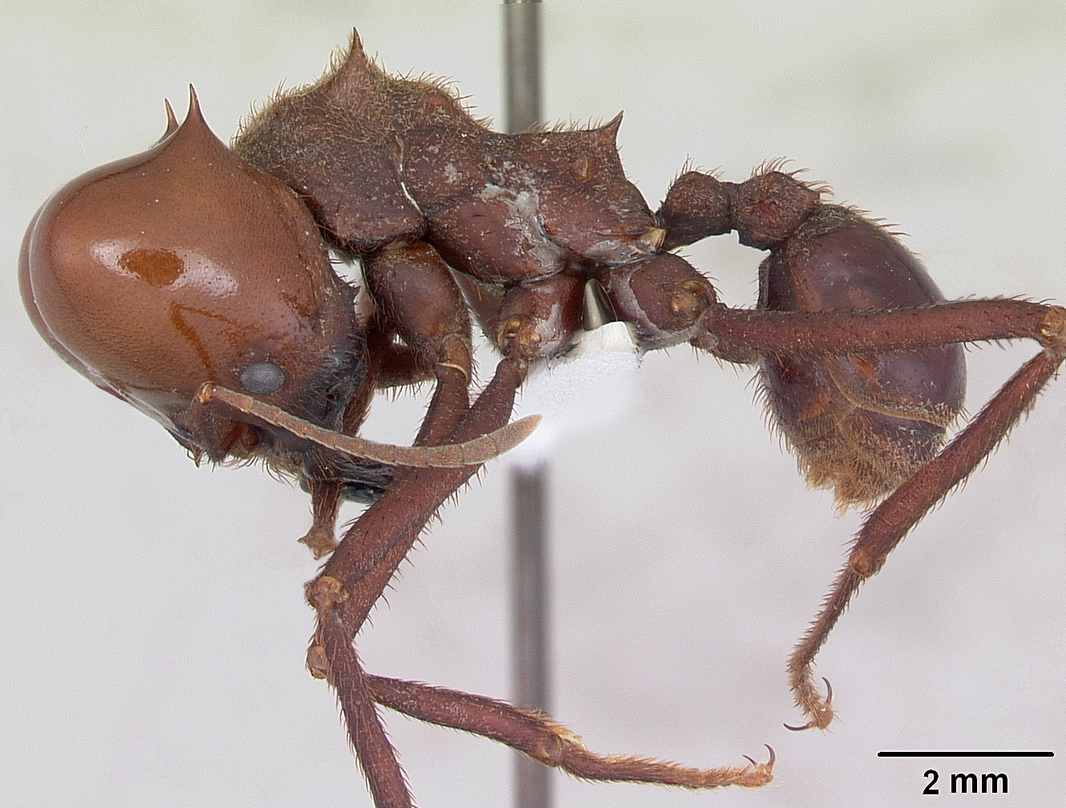
Солдат в профиль

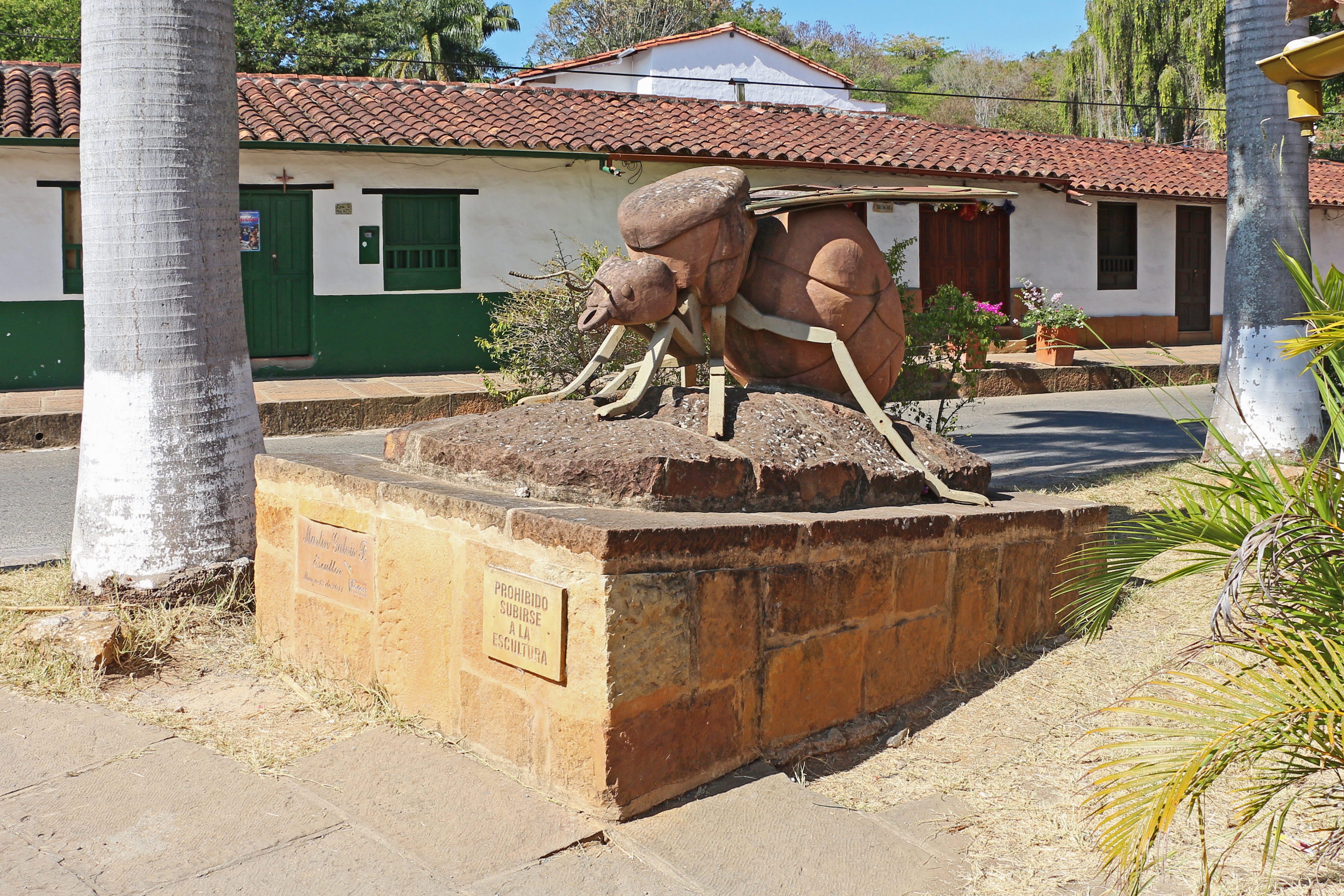
Скульптура матки листореза в Баричара (Колумбия), где готовят еду Hormiga culona

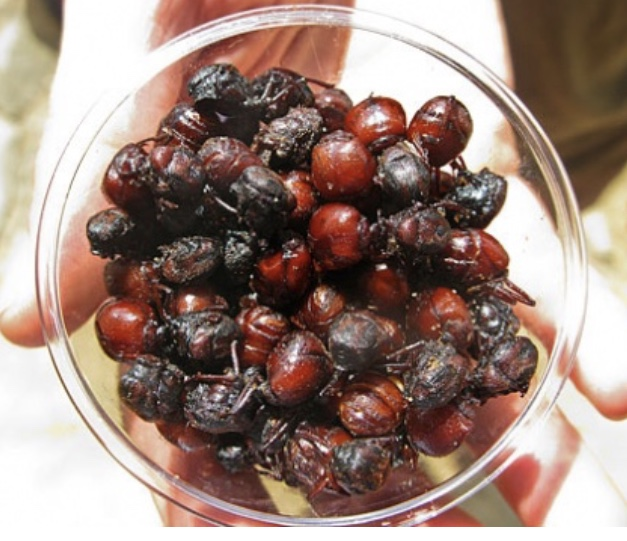
Еда из муравьёв Hormiga culona

Atta laevigata (лат.) — вид муравьёв-листорезов из трибы грибководов Attini подсемейства Myrmicinae (Formicidae). Южная Америка. Этот вид является одним из крупнейших видов листорезов, и его можно узнать по гладкой и блестящей голове самых крупных рабочих в колонии. Известен в северной части Южной Америки как hormiga culona (дословно переводится как «муравей с большой задницей») или sikisapa в Перу, zompopo de mayo в Центральной Америке, bachaco culón в Венесуэле, akango в Парагвае и chicatana в Мексике. Под именем hormiga culona местное население использовало их крупных маток в пищу и в качестве афродизиаков в течение сотен лет по традиции, унаследованной от доколумбовых культур.

## Распространение
Один из самых широко распространённых видов своего рода. Встречается в тропической части Южной Америки: от Венесуэлы, Гайаны и Колумбии в северной части своего ареала и до Боливии, Бразилии и Парагвая на юге.
При исследовании 300 муниципалитетов Бразилии выявлено, что A. laevigata (32,6 %) первый по частоте встречаемости вид рода Atta.

## Описание
Мелкие и среднего размера муравьи-листорезы: матки до 25 мм, солдаты до 16 мм, мелкие рабочие около 10 мм. Рабочие имеют коричневую окраску, шипики на переднегруди. Проподеальные шипы короткие, направленные назад. Голова матовая с волосками у мелких рабочих, но гладкая и блестящая и почти безволосая у солдат. Задний край головы выемчатый. Характерен полиморфизм рабочих особей. В муравейнике встречаются как мелкие (выполняющие роль садоводов-грибководов) и средние рабочие (фуражиры и строители), так и большие крупноголовые рабочие (солдаты). Стебелёк между грудкой и брюшком состоит из двух члеников: петиолюса и постпетиолюса (последний чётко отделён от брюшка), жало развито, куколки голые (без кокона).
Промеры и индексы разных каст, в том числе головной индекс IC (ширина головы / длина головы * 100) и индекс скапуса усика IE (длина скапуса / ширина головы * 100):
- Солдаты: ширина головы (5,18—5,87 мм); длина головы (3,10—4,32); длина скапуса (2,95—3,68); длина мандибулы (1,84—2,22); длина мезосомы (3,82—5,14); длина петиоля (0,63—1,04); длина постпетиоля (0,61—1,90); длина брюшка (2,94—3,69); общая длина (14,22—16,61); IC (126—167); IE (50—68).
- Мелкие рабочие: ширина головы (2,35—3,30 мм); длина головы (1,98—2,60); длина скапуса (2,25—2,63); длина мандибулы (1,05—1,35); длина мезосомы (2,63—3,45); длина петиоля (0,60—0,85); длина постпетиоля (0,55—0,73); длина брюшка (1,90—2,48); общая длина (8,70—11,25); IC (119—133); IE (77—96).
- Матки: ширина головы около 5 мм; длина головы 3,3 мм; длина скапуса около 3 мм; длина мандибулы 2,5; длина мезосомы 7,78; длина петиоля 1,18; длина постпетиоля 0,79; длина брюшка 9,84; общая длина около 25 мм; IC 152; IE 62.
- Самцы: ширина головы (2,31—2,36 мм); длина головы (2,00—2,23); длина скапуса (2,06—2,54); длина мандибулы (0,90—1,13); длина мезосомы (5,04—5,56); длина петиоля (0,57—0,87); длина постпетиоля (0,75—1,02); длина брюшка (7,15—7,99); общая длина (16,73—18,44); IC (104—118); IE (88—110)[6].

## Биология
Как и другие муравьи-листорезы трибы Attini, этот вид также в основном собирает зелёные, свежие части растений, которые заносит в своё подземное гнездо и культивирует на них гриб, плодовые тела которого являются для него единственным источником белка. Необходимые углеводы получаются из соков пережёванных листьев/трав, а также фруктов и цветов. Моногинную колонию основывает весной одна крылатая матка (клаустральный способ). Для основания колоний предпочтительна открытая местность с редкой растительностью вдали от стволов деревьев, особенно на грунтовых обочинах дорог, что может увеличить их локальную плотность. Плотность молодых маток-основательниц, бегающих на земле достигает 20000—50000 особей на гектар. Строительство нового муравейника начинается с вертикального прохода с гнездовой камерой глубиной от 20 до 30 сантиметров. Здесь матка закладывает первый грибной сад из мицелия, взятого из материнской колонии грибов, и выращивает первых рабочих. Молодая колония существует за счёт жировых резервов крупного тела матки и питательных веществ, образующихся от распада летательных мышц.
Atta laevigata является территориальными насекомыми, защищая кормовую территорию от муравьёв того же и других видов. Территория помечается феромоном, вырабатываемым железами Дюфура и в составе которого обнаружены n-гептадекан, (Z)-9-нонандецен, 8,11-нонандекадиен и (Z)-9-трикозен. Феромон также используется для ориентации. Между соседними гнёздами могут разгореться полноценные бои с участием тысяч участников продолжительностью в несколько дней. Мандибулы используются как оружие. Муравьи также защищаются от разрушений гнезда позвоночными. Мелкие рабочие предпочтительнее для защиты от других муравьёв, а крупные рабочие — от позвоночных.
Образуют крупные колонии с численностью до 3,5 млн муравьёв. Гнездовой холмик муравейника занимает площадь от 26,1 до 67,2 м², количество гнездовых камер исчисляется до 7 тыс., а глубина залегания до 8 м (большинство камер находится на уровне от 1 до 3 м. В самых крупных гнёздах 30 % камер расположены глубже 4 м.
На муравьях паразитируют мухи-горбатки Eibesfeldtphora erthali, Eibesfeldtphora bragancai, Eibesfeldtphora declinata, Apocephalus vicosae, Apocephalus attophilus и Myrmosicarius grandicornis (Phoridae).

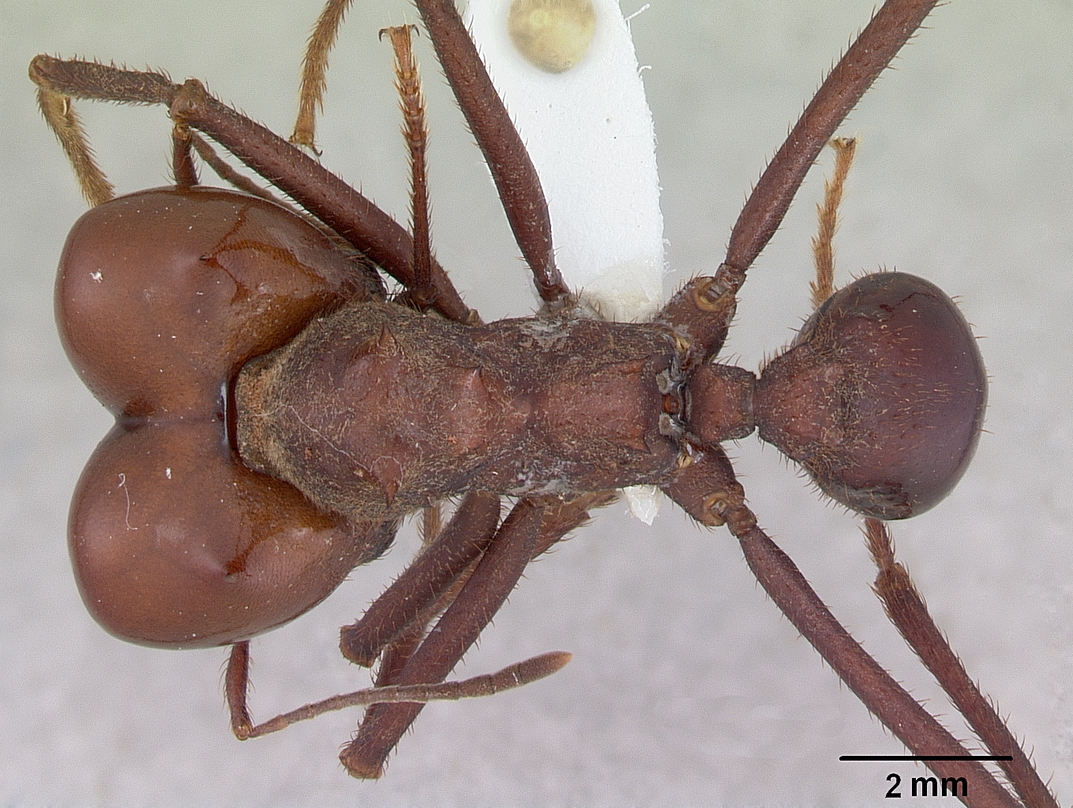
Солдат сверху
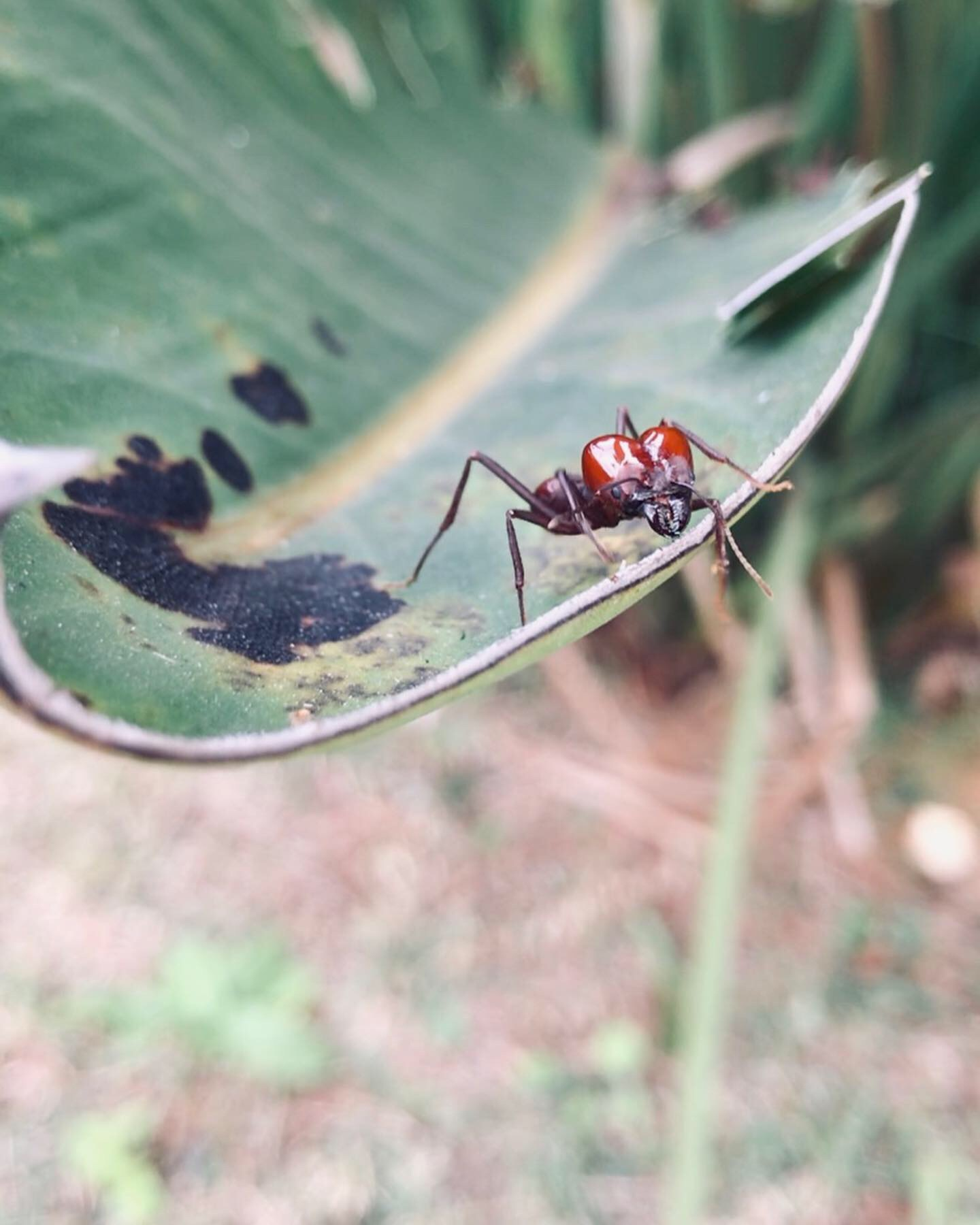
Солдат на листе
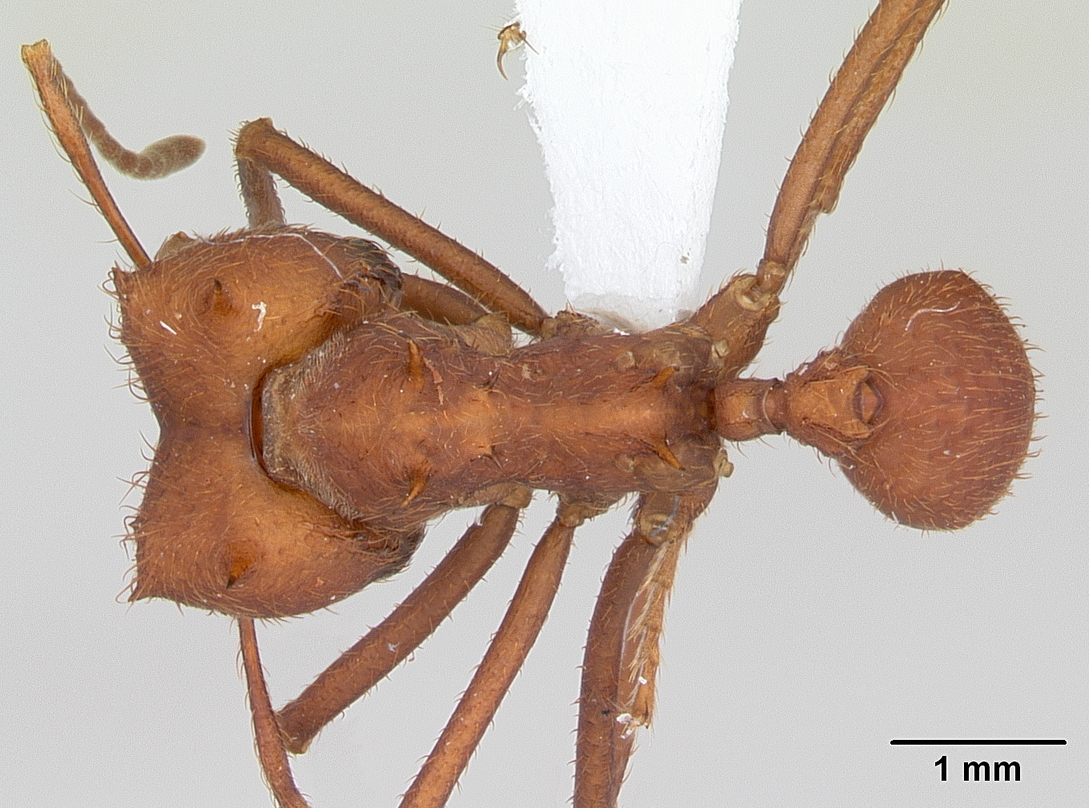
Рабочий сверху
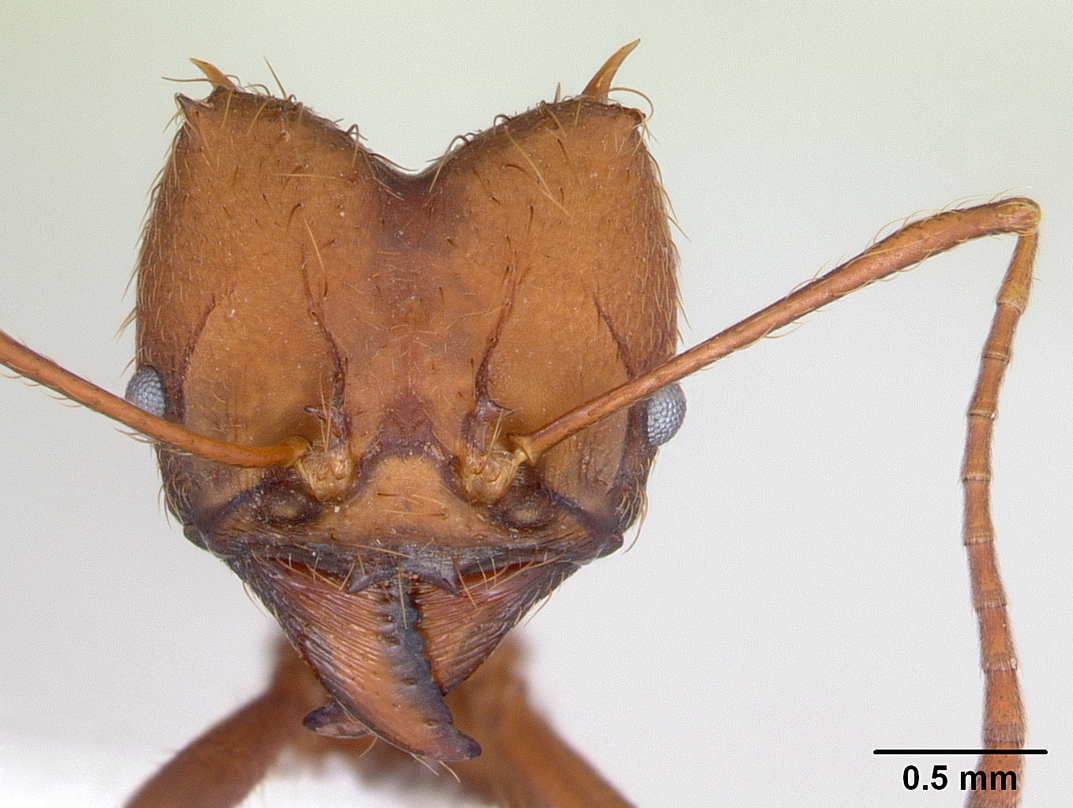
Голова рабочего

## Генетика
Диплоидный набор хромосом у самок и рабочих 2n = 22, из которых 12 метацентрических хромосом, 6 субметацентрики и 4 акроцентрических хромосом, формула кариотипа = 12M+6SM+4A.

## Значение
Под именем hormiga culona местное население использовало их в пищу в течение сотен лет, это традиция, унаследованная от доколумбовых культур таких, как гуанес (Колумбия). В современной Колумбии это сезонный деликатес. Муравьёв собирают около девяти недель каждый год во время сезона дождей, когда они совершают брачный полет.  А. laevigata используются в качестве традиционных подарков на свадьбах. Есть местные поверья, что эти муравьи — афродизиаки.
Сбор урожая производится местными крестьянами, которых муравьи часто ранят, так как у их солдат сильные челюсти. Собираются только королевы, потому что остальные муравьи не считаются съедобными. Удаляются головы, ноги и крылья; после этого муравьёв замачивают в солёной воде и жарят в керамических сковородках; или бросают со специями в большие миски или замачивают в вине; или покрывают слоем шоколада. В целом, кулинарно обработанные муравьи обладают ароматом дыма, который наполняет весь рот во время употребления. Фактический вкус этих продуктов часто описывается как «беконный» или ореховый, с влажной серединой, окружённой хрустящей корочкой. Основными центрами производства этих муравьёв являются муниципалитеты Сан-Хиль и Баричара. В популярном ресторане Баричары «Color de Hormiga» это один из сезонных деликатесов. Оттуда торговля муравьями распространяется до Букараманги и Боготы, где в течение сезона часто можно увидеть пакеты с муравьями. Этот продукт экспортируется в основном в Канаду и Англию.
Atta laevigata, как и другие муравьи-листорезы, является одним из важнейших потребителей зелёной биомассы. В исследовании, проведённом в древесной саванне Серраду, A. laevigata (там плотность почти 5 гнёзд на гектар) потребляла от 13 до 17 процентов биомассы листьев. Таким образом, их экологическое значение не достигает значения копытных в саваннах Африки, но на порядки превышает значение всех потребителей листвы вместе взятых в лесах умеренных широт. Помимо зелёных листьев (около двух третей от количества корма), Atta laevigata также используют опавшие листья, цветы, плоды и травы. Поскольку они таким же образом используют листья культурных растений, они являются важными сельскохозяйственными вредителями.
Поселяясь на пастбищах, муравьи выгрызают злаковые и двудольные растения, нарушая нормальное питание пастбищного скота. Разрушение гнездовых камер крупных колоний A. laevigata, A. capiquara, A. opaciceps, A. saltensis и A. bisphaerica, приводит к образованию больших ловушек для животных, в которые попадается крупный рогатый скот, а иногда и сельскохозяйственная техника, что приводит к дорогостоящим авариям.
В Парагвае этот вид оказался вредителем пастбищ, питаясь травами Cynodon nlemfuensis, Megathyrsus maximus, Paspalum notatum, Urochloa brizantha, Urochloa decumbens и Urochloa ruziziensis (из семейства Злаки).

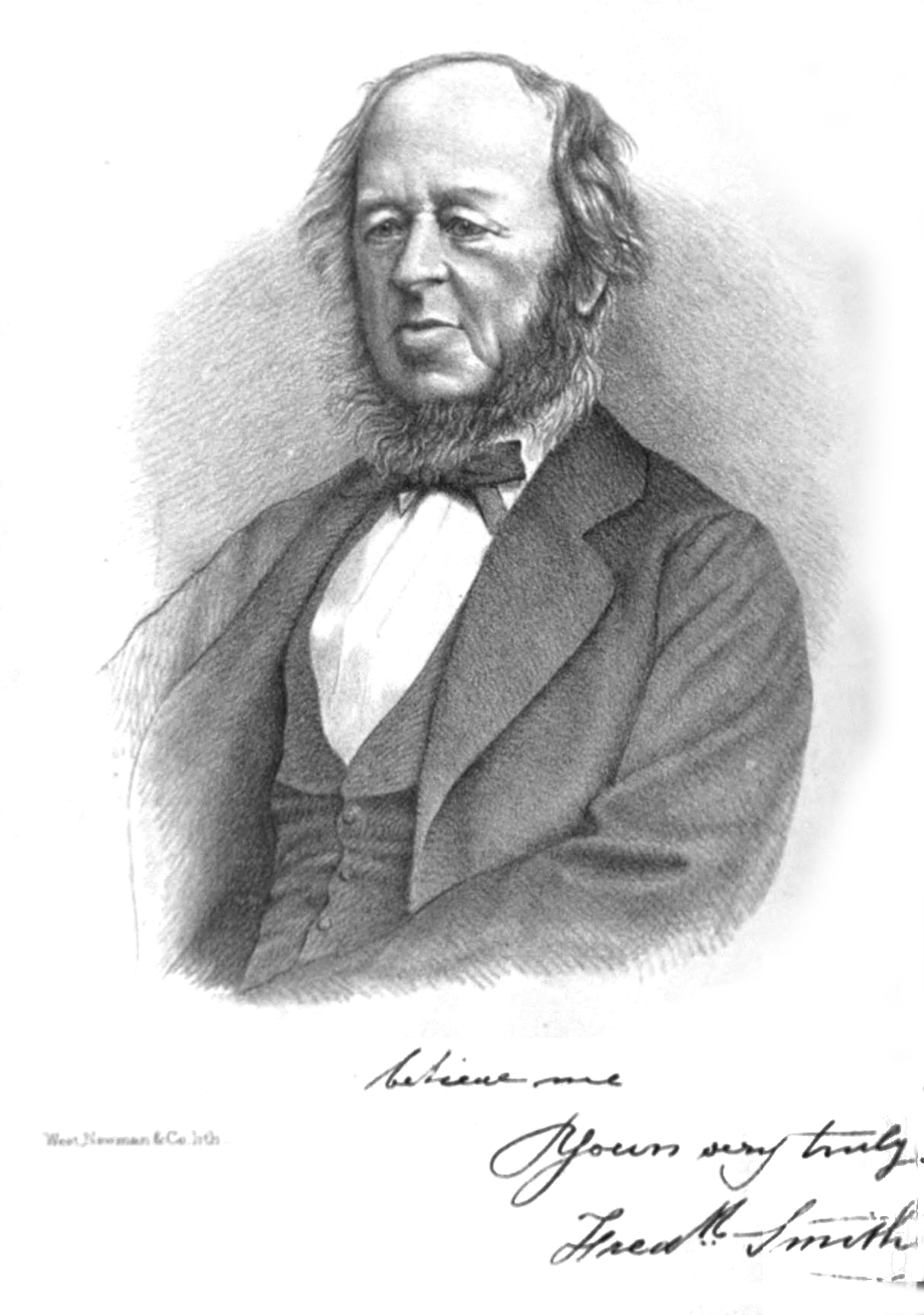
Фредерик Смит первым описал этот вид в 1858 году

## Систематика
Вид был впервые описан в 1858 году британским энтомологом Фредериком Смитом под названием Oecodoma laevigata Smith, 1858 по материалам из Бразилии. С 1863 года в составе рода Atta и в 1942 году отнесён к подроду Neoatta Gonçalves вместе с такими видами как Atta capiguara, A. opaciceps, A. robusta, A. sexdens и A. vollenweideri. С 1950 года его относили к подроду Epiatta Borgmeier.
Молекулярно-филогенетические исследования, проведённые в 2021 году, подтверждают включение вида Atta laevigata в кладу Epiatta Borgmeier, но в несколько ином составе, вместе с семью полностью южноамериканскими видами: Atta saltensis, A. vollenweideri, A. goiana, A. bisphaerica, A. capiguara, A. opaciceps и A. capiguara. Виды A. robusta и A. sexdens оставлены в кладе Neoatta.
В 1921 году Огюст Форель описал из Парагвая новый таксон Atta sexdens r. rubropilosa var. bolchevista Forel, 1921 (bolchevista с исп. — «большевик»), но так как инфраподвидовые таксоны находятся вне рамок МКЗН (считаются недействительными), он в 1942 году был заменён на Atta sexdens bolchevista Gonçalves, 1942, а в 1950 году сведён в синонимы к Atta laevigata.
Описанный в 1983 году таксон Atta silvai Gonçalves, 1983 в 1998 году признан младшим синонимом Atta laevigata.